# Hubl Greiner
Hubl Greiner (* 1955 in Hohenpeißenberg) ist ein deutscher Musiker, Komponist, Produzent, Filmemacher und Fotograf. Er war Gründer der deutschen Band The Blech.

## Leben
Hubl Greiner gilt als unkonventioneller, innovativer und experimentierfreudiger Künstler. Inspiriert durch die musikalische Subkultur abseits des Mainstreams begann er Anfang der 1970er Jahre autodidaktisch Schlagzeug und Bass zu spielen. Seine Einflüsse führen auf Jazz, Rock, Folk, Punk, Klangkunst, Noise, der Neuen Musik, der klassischen Avantgarde des 20. Jahrhunderts oder andere Genres zurück. Bereits in dieser Zeit experimentierte er mit unkonventionellen Klangerzeugern wie Alltagsgeräuschen, Tonbandgeräten oder Maschinen.
1978 lebte Greiner für kurze Zeit mit den Musikern der Band Henry Cow in London. Zurück in Deutschland studierte er an der Jazz School München und gründete zusammen mit Ludwig Schmid-Kemmeter die Band „Allgäu“.
Unzufrieden mit der Bereitschaft der damals etablierten Musikverlage, sich auf kreative Ausdrucksformen der Musik einzulassen, schloss er sich 1978 dem Musikernetzwerk Schneeball an. Schneeball-Records war das erste von der Musikindustrie unabhängige Plattenlabel in Deutschland, das komplett von Musikern organisiert und finanziert wurde. Die Musiker produzierten und kontrollierten Produktion, Promotion, Booking, Covergestaltung, Herstellung und Marketing selbst und ermöglichten den Vertrieb ihrer Tonträger über ein Netzwerk von Kollegen und Freunden. Europaweit gab es ähnliche Organisationen wie Rock in Opposition etc.
1983 baute er ein eigenes Tonstudio auf sowie den Musikverlag Hubl Enterprises und zusammen mit H. J. Richter das Label Heute music productions.
Als musikalischer Grenzgänger war er Mitglied der Politrock-Band Schäggi Bädsch (1980 bis 1983), gründete in den 1980er Jahren zusammen mit Rupert Volz die deutsche Kult-Band The Blech (Skrupelloses Entertainment), in den 1990er Jahren das Hulu Project, zusammen mit dem italienischen Künstler und Musiker Luigi Archetti, das DJ Hoerspiel Ensemble mit dem Schriftsteller Franz Dobler und das Tannengriesel Kollektiv mit dem Musiker und Verleger Ulrich Rützel.
Seit Anfang 1980 arbeitet er außerdem als Hörspielmacher, Klangforscher, Musikberater, Lehrbeauftragter, Film- und Fotokünstler. Insgesamt veröffentlicht er über 60 LP/CD.
Als Produzent unterstützte er zahllose Acts und Künstler wie Christof Dienz, Stepanida Borisova, Die Knödel, Iva Bittová, Hanna Fearns, Mohamed Badawi, Moussa Selkh, Ganpurev Dagvan oder The Jellyfish Kiss.
Bei genreübergreifenden Projekten an der Schnittstelle zwischen akustischer, elektronischer, komponierter und improvisierter Musik, auch in Verbindung mit Tanz, Malerei, Lyrik, Film und Schauspiel arbeitete er u. a. mit Ferdinand Richard, Helmut Bieler-Wendt, Tom Cora, Mani Neumeier, Roman Bunka, Dieter Moebius, Jean Detheux, Sohrab Saadat Ladjevardi, Eric Babak, Claudia Knupfer, Thomas Maos, Shirley Anne Hofmann, Sequoia Crosswhite, Jones, Jeneda und Clayson Benally, Steve Gaeta, Erwin Ditzner, Hans Reffert, Christian Burchard, Stephan Lamby, Roland Schaeffer, Rupert Huber, Matthias Loibner, Tunji Beier, Rüdiger Oppermann, Alvaro Peña-Rojas, Joachim Krebs, Tilman Küntzel, Jan Fride, Uwe von Trotha, Harry Coltello, Mohamed Abdelwahab Kununu, Norbert Dömling, Mohamed Atif Abdel Hamid, Amro Sawwaf, Tahir Mahmoud, Amro Subhi, Iman Aliy Ad-din, Lamidi Ayankunle, Muraina Oyelami oder der Wuerttembergischen Philharmonie zusammen.
Konzertreisen führten ihn nach Japan, Südamerika, Kanada, Russland, Republik Sacha (Sibirien), Libanon sowie in weitere Länder in West- & Osteuropa.
Von 2005 bis 2006 war er Lehrbeauftragter der Landesjugendbildung Baden-Württemberg und Musikberater des dm-drogeriemarktes. Von 2007 bis 2011 war er als technischer Leiter am Aufbau der Nihal European University im Sudan beteiligt. 2008 entwickelte er ein pädagogisches Konzept für die musikalische Ausbildung von Straßenkindern im Sudan.
Im Rahmen seiner Produzententätigkeit interessiert sich Greiner bereits Ende der 1990er Jahre für das Thema Wie funktionieren Suchmaschinen? Er betreibt Studien zur Wahrnehmungspsychologie und entwickelt Kommunikationskonzepte und Marketingstrategien für den Internet-Vertrieb von Musik abseits des Mainstream.

## Auszeichnungen
Greiner erhielt diverse Schallplattenpreise und internationale Auszeichnungen, darunter:
- Nominierung zum „Amadeus“ mit der Doppel-CD „Dienz Zithered“, 2006
- „Pasticcio-Preis“, ORF, 2006
- Platz 3 der „World Music Charts Europe“ mit der CD „TranceSiberia“, 2002
- „Selection Swiss Radio International“, 2000
- „Musiker des Jahres“ in der damaligen ČSSR, 1989

## Presse (Auszug)
„...a devil-of-a-fellow und probably one of the most creative producers und musicians in his profession in Europe“, Ear Magazine New York,
„Kompetenter Spinner“, Spiegel,
„Already climbing the World Music charts in Europe, it's sure to become a classic in the experimental sub-genre. TranceSiberia breaks barriers most musicians wouldn't even consider, let alone ponder. A must have“, Folk-tales Portland USA,
„The Blech are frontrunners with respect to the sounds of the future“, Hitoshi Gotoh, Tokyo.

## Werke

### Theatermusik
- Tojo Theater Bern / Theater am Gleis Winterthur, „Odyssee“, Regie: Nils Torpus, 2019
- Theater Orchester Biel Solothurn, „Le Bal“, Regie: Deborah Epstein, 2018/2019
- Landestheater Altenburg, Thüringen, „Vom Gefühl Her: Fuck U!“ Regie: Andreas Bauer, 2016
- Stadttheater Konstanz, „Mumien. Ein Heimspiel“, Regie: Andreas Bauer, 2016
- Stadttheater Konstanz, „Fühllosigkeit“, Regie: Andreas Bauer, 2013
- Schauspiel Essen, Staatstheater Karlsruhe, „Quizoola!“ von Tim Etchells, 2011
- Ernst Deutsch Theater Hamburg, „Verbrennungen“ von Wajdi Mouawad, 2010
- Dammerstock Karlsruhe, ein multi-artifizielles Kunstwerk, 2009
- Staatstheater Karlsruhe, „Bremer Stadtmusikanten“, Regie: Thomas Gerber, 2008
- Staatstheater Karlsruhe, „Benja der König“, Regie: Albert Lang, 2007
- Junges Theater Augsburg, „co-starring“, mit Paul Vervecken, Regie: Christina Bründler, 2005
- Stadttheater Konstanz, „Cyrano de Bergerac“, mit Paul Amrod, Regie: Bernhard Stengele, 2003
- Théatre les Amandiers Paris, „Die Hermannsschlacht“, Heinrich von Kleist, Regie: Jean Jourdheuil, in Zusammenarbeit mit Ferdinand Richard, Helmut Bieler-Wendt und Gregor Skowronek, 1994
- Uni Marburg, Musik für experimentelles Improvisationstheater mit Stephan Lamby, 1989

### Filmmusik
- Where is Home?, 2020
- Hamlet in Kuba, 2017
- Why Do Germans Love the Blues?, 2016
- Standing, Episoden aus dem Leben eines verdächtiges Autors, Franz Dobler, 2015
- Du wirst nicht der Gleiche sein ..., 2015
- Gudrun und das Meer, 2013
- Film Camera, Regie: Brigitte Bauer, Island 2012
- „3 of us“, Regie: Brigitte Bauer, mit Maude Grübel, Marwa Adel und Branka Nedimovic, Arles 2012
- „Paintball“, Kurzfilm von Brigitte Bauer (Aufführung beim Filmfestival Nizza), Arles 2010
- “Insel”, Kurzfilm von Roland Dostal, Karlsruhe 1992

### Filmografie (Regie)
- Where is Home?, 2020
- Hamlet in Kuba, 2017
- Why Do Germans Love the Blues?, 2016
- Standing, Episoden aus dem Leben eines verdächtiges Autors, Franz Dobler 1978 bis 2015
- Du wirst nicht der Gleiche sein ..., 2015
- LUKE, der letzte wilde Hund am Yukon (mit Luke, Christof Dienz und Jerry Alfred), Kanada 2013
- Gudrun und das Meer (mit Claudia Knupfer und Bernd Seidel), Island 2012

### Fotografie
Hubl Greiner gründete 2008 zusammen mit Claudia Knupfer, Stefan Postius und Mohamed Badawi die Fotoristen mit dem Ziel, aktuelle Entwicklungen in der Gesellschaft mit kritischem Blick fotografisch zu begleiten.
- Foto-Dokumentation vom Bau eines Niedrigenergiehauses (mit Claudia Knupfer), 2012/13
- Dionysien MMXI, Quizoola, 2011
- Fotokunst-Projekt Cyborg, 2009
- Die Bergpredigt – Radical Codex, DVD 2009
- Ausstellung im Kunstverein Konstanz, Das Spiel mit der Angst, 2008
- Fotokunst-Projekt, Wie nimmt der Schlafende die ihn umgebenden Klänge wahr? 2008
- Fotoblog, 2006

## Einladungen
- World Music Days, Hyderabad, India, 2020
- documenta Kassel, 1987 und 1992
- Hugo Ball Ausstellung im Lenbachhaus München und Kunsthaus Zürich, 1987
- Jazzfestival Berlin
- Internationale Ferienkurse für Neue Musik in Darmstadt („Narrncartan mit Peripetie“, mit Uwe von Trotha, Joachim Krebs und Tilman Küntzel)
- Internationales Festival Interweek in Nowosibirsk, Sibirien
- Festival „Berlin in Moskau“ im Theatre Mossowjet, Moskau
- Konzert im Dynamo Football Stadion in Moskau (mit live Übertragung im Russischen Fernsehen)
- WRO 90 Sound Basis Visual Art Festival in Wrocław/Polen
- Solidaritätskonzert für Bürgerforum ČSSR mit Václav Havel
- Multimediale im ZKM Karlsruhe
- Festival, Opernhaus St. Petersburg
- Al Bustan Festival in Beirut/Libanon
- Music festival Klaaspärlimäng in Estland
- Area Sismica in Forli/Italien
- Concerto EXT in Rio de Janeiro
- Talkshow von Artemy Troitsky im russischen Fernsehen
- Dom Omladine Beograda in Belgrad
- Victoriaville Festival in Montreal/Kanada
- Festival MIMI in Arles/Frankreich
- Festivalreihe „Live in den Fabrikskes“ in Eslohe (mit Jens-Peter Volk, Claudia Knupfer, Helmut Bieler-Wendt und Ulrich Rützel)
- Frühjahrstagung für Neue Musik in Darmstadt, CAMP 2015